# Tyske koncentrationslejre
Tyske koncentrationslejre (KZ-lejre), udtryk benyttet både om koncentrationslejre oprettet i Nazi-Tyskland i 1930'erne for politiske modstandere; og om rene udryddelseslejre oprettet i løbet af anden verdenskrig, hvor fangerne blev myrdet ved ankomst, se Aktion Reinhard.
Eksakt antal lejre har været ukendt. I 2000 ventede forskere at finde måske 7.000 lejre og jødiske ghettoer, baseret på tidligere beregninger. Gradvis voksede tallet til 42.500. I Berlin alene kunne forskerne dokumentere omkring 3.000 lejre og såkaldte "jødehuse", mens der i Hamburg befandt sig 1.300 sådanne steder. I alt er der dokumentation for omkring 30.000 lejre for slavearbejdere; 1.150 ghettoer; 980 koncentrationslejre; 1.000 krigsfangelejre; 500 bordeller fyldt med sexslaver; dertil tusindvis af lejre for eutanasi af gamle og invalide, tvangsaborter, "germanisering" af fanger eller transitlejre for fanger undervejs til udryddelseslejre. 
KZ-lejre blev oprettet 1933 – 1945 af SS under ledelse af Rigsfører-SS Heinrich Himmler.
I alfabetisk orden:
- Auschwitz-Birkenau (Polen)
- Banjica (Serbien)
- Bergen-Belsen (Tyskland)
- Bełżec (Polen)
- Buchenwald (Tyskland)
- Børnelejr Rühen (Tyskland)
- Chełmno (tysk: Kulmhof) (Polen)
- Crveni krst (Serbien)
- Dachau (Tyskland)
- Dora-Mittelbau (Tyskland)
- Ebensee (Østrig)
- Flossenbürg (Tyskland)
- Frøslevlejren (Danmark)
- Fuhlsbüttel (Tyskland)
- Grini (Norge)
- Gross-Rosen (Polen)
- Kaiserwald (Letland)
- Salaspils (Letland)
- Majdanek (Polen)
- Maly Trostenets (Sovjetunionen/Hviderusland)
- Mauthausen-Gusen (Østrig)
- Mühlberg (Tyskland)
- Natzweiler-Struthof (Frankrig)
- Neuengamme (Tyskland)
- Plaszow (Polen)
- Porta Westfalica (Tyskland)
- Ravensbrück (Tyskland)
- Sachsenhausen (Tyskland)
- Sajmište (Serbien)
- Sobibór (Polen)
- Stutthof (Polen)
- Theresienstadt (Tjekkiet)
- Treblinka (Polen)
- Villa Bouchina ([Holland)
- Vught (Holland)
- Westerbork (Holland)